# Odorrana geminata
Odorrana geminata es una especie de anfibio anuro de la familia Ranidae.

## Distribución geográfica
Esta especie se encuentra entre los 800 y los 1700 m sobre el nivel del mar:
- en el sureste de la República Popular de China en la parte sureste de la provincia de Yunnan en el condado de Malipo, prefectura de Wenshan;
- en el noreste de Vietnam, en las provincias de Hà Giang y Cao Bằng.[3]

## Publicación original
- Bain, Stuart, Nguyen, Che & Rao, 2009 : A new Odorrana (Amphibia: Ranidae) from Vietnam and China. Copeia, vol. 2009, n.º 2, p. 348-362.[4]